# Carol Weymuller
Carol Weymuller, née Carol Hunter en 1949, est une joueuse de tennis et de squash représentant les États-Unis. Elle est intronisée au temple de la renommée du squash des États-Unis  en 2007.

## Biographie
Révolutionnaire du squash, discrète et gracieuse, Carol Weymuller a ouvert la porte aux femmes dans la plus grande ville de squash du pays et a entraîné deux générations de championnes. Joueuse de tennis de haut niveau, elle remporte trois titres juniors à l'Orange Bowl et participe à l'U.S. Open de Forest Hills en 1968, Carol Weymuller rejoint son futur mari Fred au Heights Casino de Brooklyn en 1970, où elle aide à diriger le programme junior réputé. Son héritage le plus durable, cependant, est son leadership dans la promotion du squash féminin. Carol Weymuller a créé la ligue féminine de New York et a organisé le premier tournoi professionnel féminin de l'histoire des États-Unis, le Bancroft Open 1977, ainsi qu'un tournoi professionnel féminin au Heights Casino, qui porte désormais son nom: Carol Weymuller Open. Elle a entraîné l'équipe junior féminine des États-Unis lors des championnats du monde de 1980, 1981 et 1985 et, après 1980, elle entraîne un certain nombre de clubs à Rochester avant d'occuper un poste d'entraîneur de squash et de tennis masculin au Hobart College en 1995. Elle a été présidente de la division féminine de US Squash de 1981 à 1983 et a fait partie d'au moins un comité permanent de US Squash de 1975 à 2007. En tant que joueuse de squash, elle a été classée une douzaine de fois parmi les dix meilleures au niveau national et fait partie de l'équipe nationale américaine lors des championnats du monde de 1979, 1981 et 1983. Carol Weymuller a joué un rôle essentiel dans le développement du squash junior, collégial et féminin américain.